# Femme égorgée
Femme égorgée est une sculpture réalisée par Alberto Giacometti en 1933-1940. En bronze, elle représente une femme allongée, jambes écartées et côtes ouvertes. Elle est conservée au musée national d'Art moderne, à Paris.

## Surréalisme
Alberto Giacometti adhère au surréalisme dans les années 1930 après sa rencontre avec Breton et Aragon. Ce mouvement considère les femmes essentiellement comme des modèles et des objets de représentation, par des artistes, majoritairement hommes. Ces derniers projettent leurs idéaux érotiques sur leurs peintures ou sculptures. C'est le cas pour Femme égorgée qui est considérée comme une représentation du meurtre et du viol mêlés. Cette créature, entre animale et végétale, a été victime d'un assaut sexuel violent pensé et mis en forme par l'artiste qui y projette sa sexualité. L'œuvre incarne une misogynie sadique. 

## Le thème du «Lustmord»
Le mot allemand « Lustmord », difficilement traduisible, peut correspondre à un meurtre lié à un viol. Le terme a particulièrement été théorisé par Maria Tatar dans Lustmord: Sexual Murder in Weimar Germany. Elle y montre que ce type de meurtre a été perpétré pendant la Première Guerre mondiale et s'est perpétué par la suite, notamment au moment où les femmes commençaient à s'émanciper. 
Cela a donné lieu à de nombreuses représentations dans l'art des années 1920 et 1930, par exemple d'Otto Dix ou de Heinrich Maria Davringhausen. Femme égorgée en est un exemple suisse : l'œuvre déshumanise la femme et montre le moment après le meurtre-viol tout en y projetant une forme d'érotisme. 